# Boljuni
| Prva skupina stećaka |  | Prva skupina stećaka  |
| Prva skupina stećaka |  | Druga skupina stećaka |

Boljuni su jedna od najznačajnijih nekropola stećaka u Bosni i Hercegovni, ali i općenito. Nalaze se u istioimenom zaseoku, koje je u sastavu sela Bjelojevići, 15 km jugozapadno od Stoca u Hercegovini. Zbog velikog broja i raznolikosti stećaka, njihovih ukrasa i simbola, ali i velikog broja natpisa (njih 19), nekropola u Boljunima je stavljena pod zaštitu kao spomenik kulture Bosne i Hercegovine 22. lipnja 1971. godine, a proglašena je nacionalnim spomenikom 2002. god.
Nekropola Boljuni uvrštena je na popis 30 UNESCO-ovih zaštićenih lokaliteta grobalja sa stećcima u Bosni i Hercegovini, Hrvatskoj, Crnoj Gori i Srbiji.

## Povijest
U okolici Boljuna ima tragova iz ilirskih vremena (gradina i tumuli), a nedaleko je lokalitet Crkvina, vjerojatno iz kasnoantičkog razdoblja i ostaci vjerojatno ranosrednjovjekovnog groblja.
Iako nema točnih podataka, uzima se da je nekropola nastala sredinom 14. st., a na njoj se pokapalo sve do početka 16. stoljeća. Boljunski natpisi bosančicom na stećcima su važni povijesni izvori za kulturnu povijest Bosne i Hercegovine. U njima se spominju imena sahranjenih Bogavca Taraha Boljunovića (umro prije 1477.), Radića Vladisalića, Heraka i Radoslava Herakovića (koji leže „na svojoj plemenitoj”), Petra Vukića, njegova brata i dr. Neke od tih osoba su i dokumentirane drugim povijesnim izvorima.
Na jednome od stećaka stoji natpis: 
Dugo se smatralo da se radi o grobu Vlatka Vukovića Kosače, gospodara Huma i vojskovođe bosanskog kralja Tvrtka I., međutim, grob ne pripada njemu.
Na nekoliko stećaka potpisao se majstor Grubač, prepoznatljiv po svom umjetničkom izrazu i motivima, te dijak (pisar) Semorad i drugi (majstori Milić, Zelija i Dragiša te dva dijaka Radoje i Vuk). Zbog toga se smatra da su Boljuni bili važno klesarsko, tj. umjetničko središte. U prilog tomu su dva kamenoloma koja su otkrivena, jedan 200 m sjeverozapadno, a drugi 200 m istočno od nekropole.

## Odlike
Nekropola je smještena u dolini ispod seoskih kuća i raspoređena je u dvije skupine, na rastojanju od oko 400 m. Ubraja se u veće nekropole s 269 stećaka, od koji je 176 u obliku sanduka, 78 ploča, 12 sljemenaka i 3 krstače. Ukrašeno je 92 stećka, što je značajan prosjek od 34%. 
Pored uobičajenih ornamentalnih motiva, kao što su uvrnute vrpce, vinova loza, ljiljani i štitovi ukrašeni rozetama, polumjesecima i sl, javljaju se brojni figurtivni prizori kao što su: lov na jelene, viteški turnir, kolo (s kolovođom na jelenu), zmaj u obliku lava-guštera, konjanici i žena s djetetom (Gospa?). Umjetnička originalnost ovih raznovrsnih motiva pripisana je najplodnijem majstoru ukrašavanja stećaka, Grubaču, koji je na ovoj nekropoli i sahranjen. Uz njega je radio i dijak Semorad koji je najvjerojatnije sastavljao ili urezivao tekstove nadgrobnih natpisa.

## Vanjske poveznice
- Boljuni na stranicama grada Stoca  Arhivirana inačica izvorne stranice od 29. listopada 2013. (Wayback Machine), fotografije
- Dr. Marinka Šimić, Jezik boljunskih natpisa  Arhivirana inačica izvorne stranice od 22. veljače 2012. (Wayback Machine), Staroslavenski institut, Zagreb
- Tajna Boljuni: spomenici i njihovi dizajneri[neaktivna poveznica]